# 西顿济渎庙
西顿济渎庙，位于山西省晋城市泽州县高都镇西顿村东，是一座古建筑，建于金至清。
2013年3月5日，西顿济渎庙公布为第七批全国重点文物保护单位，编号7-0793。